# 米奇 (歌曲)
米奇（Mickey）是1981年在美國歌手及編舞家托妮·貝西的專輯《Word of Mouth》中的單曲，由麥克·查普曼及尼基·钦所寫，一開始的歌名是Kitty。最早是由英國音樂團體Racey在1979年的專輯《Smash and Grab》中收錄。托妮·貝西將歌名改為Mickey，成為名稱和人有關的歌。
該曲之後又多次被其他藝人翻唱，其中被B*Witched翻唱的同名單曲，也成為電影[魅力四射 Bring It On]的片尾曲。

## 發行
托妮·貝西的專輯原定計劃在1981年5月在英國以單曲型式發行，不過當時沒有發行。後來在1982年1月再次發行。Mickey單曲迅速風靡英國，在排行榜排名第2。在四月份在澳洲發行，到了七月、八月已上昇到排名榜的第一名。
最後托妮·貝西的專輯於1982年8月在美國發行，BILLBOARD專輯榜最高只爬到第廿二名，不過單曲Mickey則拿下單曲榜一周冠軍，也是托妮·貝西個人唯一一支冠軍暨TOP 10單曲。